# Juià
Juià ist eine katalanische Gemeinde in der Provinz Girona im Nordosten Spaniens. Sie liegt in der Comarca Gironès.

## Wirtschaft
Der Ort ist geprägt durch Trockenfeldbau und Viehwirtschaft.

## Sehenswürdigkeiten
- gotische Kirche Sant Joan Salerm
- Kirche Sant Pere
- Schloss Juià